# Gorgone ortilia
Gorgone ortilia là một loài bướm đêm trong họ Noctuidae.

## Hình ảnh

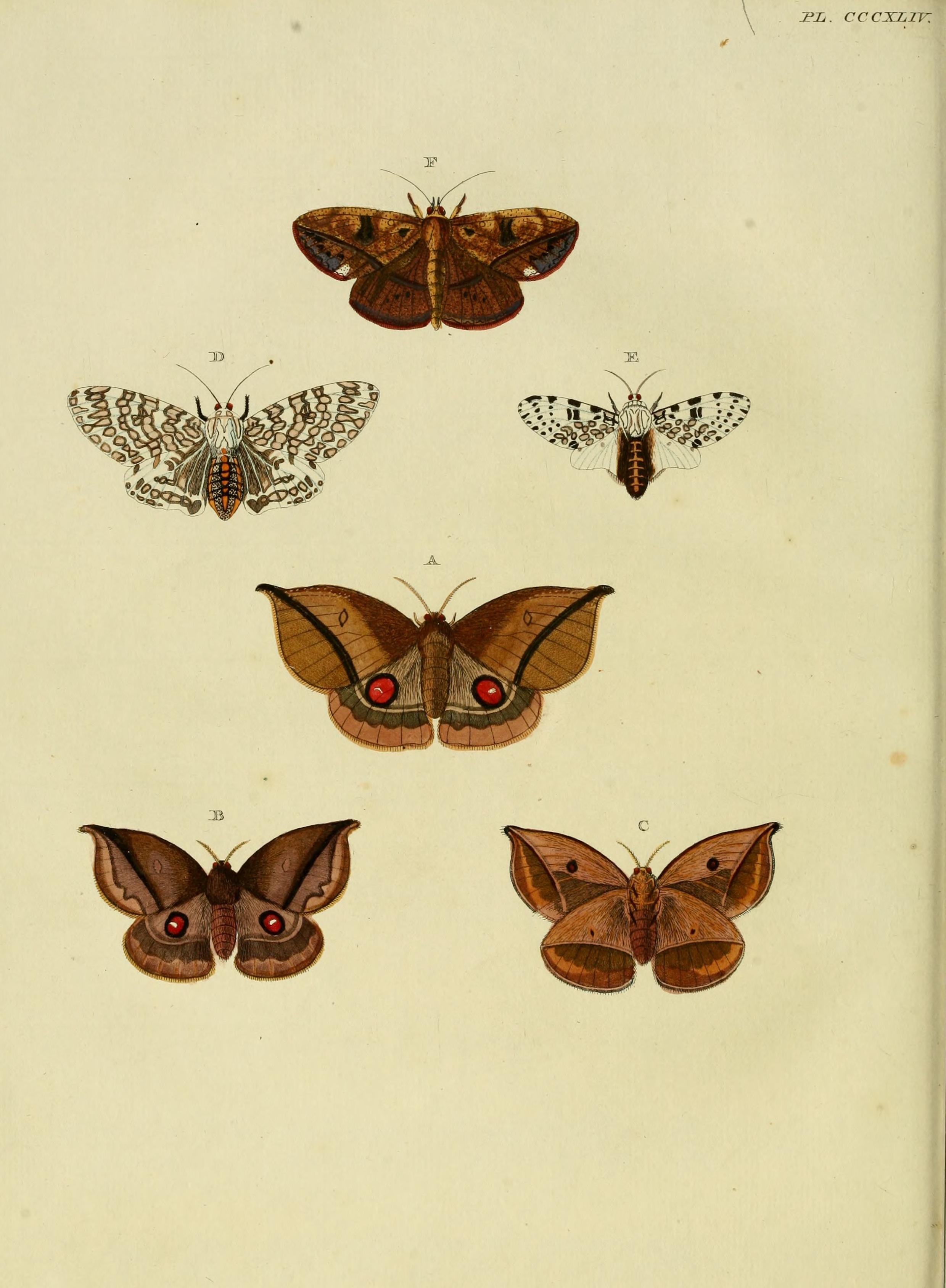